# Delta Volantis
Delta Volantis (δ Volantis, förkortat Delta  Vol, δ Vol) som är stjärnans Bayerbeteckning, är en vid ensam stjärna belägen i den mellersta delen av stjärnbilden Flygfisken. Den har en skenbar magnitud på 3,97 och är synlig för blotta ögat där ljusföroreningar ej förekommer. Baserat på parallaxmätning inom Hipparcosuppdraget på ca 4,4 mas, beräknas den befinna sig på ett avstånd på ca 740 ljusår (ca 226 parsek) från solen.

## Egenskaper
Delta Volantis är en ljusstark jättestjärna av spektralklass F6 II. Den har en radie som är ca 24 gånger större än solens och utsänder från dess fotosfär ca 1 150 gånger mera energi än solen vid en effektiv temperatur på ca 5 390 K.